# Наукова політика
Вчення про наукову політику ( SoSP ) – це новітня міждисциплінарна галузь досліджень, яка спрямована на розвиток теоретичних та емпіричних моделей наукового підприємництва . Його наукову основу можна використовувати для загальної допомоги уряду та суспільству, прийняття покращених рішень, щодо управління дослідженнями та розробками, шляхом встановлення науково обґрунтованого кількісної основи, відповідно до якої політики та дослідники можуть оцінювати вплив наукової та інженерної діяльності держави, покращувати свою обізнаність, щодо  динаміки її розвитку та оцінювати ймовірні результати. Приклади досліджень у галузі наукової політики включають вчені моделі для розуміння наукової діяльності, якісні, кількісні та обчислювальні методи для оцінки впливу науки, а також процеси вибору з нетрадиційних наукових програм.  :5

## Федеральні зусилля SoSP
Федеральний уряд Сполучених Штатів вже давно підтримує SoSP. У 2006 році, у відповідь на запит директора Управління з питань науки і технологій Джона Гармена Марбургера щодо нового "вчення про наукову політику», Підкомітет з соціальних, поведінкових та економічних наук (SBE) Національної ради з питань науки і технологій створив Міжвідомчу робочу групу з вчення про наукову політику (ITG) для участі у внутрішньому обговорчому процесі Підкомітету. У 2008 році Група з дослідження SoSP розробила та затвердила документ «Політика в науковій галузі: Стратегічний план наукових досліджень», в якому окреслено федеральні заходи, необхідні для довгострокового розвитку наукової політики, та представила цю стратегію спільноті SoSP. Подальша робота міжвідомчої групи керувалася питаннями, викладеними в Стратегії, та практичними кроками, розробленими на семінарах. Крім того, починаючи з 2007 року Національний науковий фонд надає гранти за програмою «Наукові вчення та інноваційна політика» (SciSIP) на підтримку академічних досліджень для розвитку цієї галузі. Дослідження SciSIP підтримує та доповнює заходи федеральної групи з SoSP, надаючи нові інструменти, що мають безпосереднє значення для політиків.

## Програма політики науки та інновацій
Програма «Наукові вчення та інноваційна політика» (SciSIP) була створена в Національному науковому фонді у 2005 році на заклик Джона Марбургера створити «спеціалізовану академічну спільноту» для опанування вчення про наукову політику. Програма має три основні цілі: покращення процесу прийняття рішень у сфері науки та інноваційної політики на доказовій основі ; створення академічної спільноти для засвоєння науки та інноваційної політики; та залучаючи досвід інших країн.
Між 2007 і 2011 роками було надано понад сто тридцять грантів у п'яти сферах фінансування. Серед лауреатів є спеціалісти з  економіки, соціології, політології та психології . Деякі з них, отримуючи ці нагороди вже демонструють досягнення у своїх галузях, на прикладі статей, презентацій, програмного забезпечення та розробки даних.
1. ↑   (Звіт). {{cite report}}: Зовнішнє посилання в |archive-date= (довідка); |archive-date= вимагає |archive-url= (довідка); Вказано більш, ніж один |archivedate= та |archive-date= (довідка); Пропущений або порожній |title= (довідка)Обслуговування CS1: Сторінки з параметром url-status, але без параметра archive-url (посилання)